# Brian Morton (Schriftsteller)
Brian Morton (* 1955 in New York) ist ein US-amerikanischer Schriftsteller, Journalist und Redakteur.

## Leben
Morton verlebte seine Kindheit und Jugend in der Ortschaft Teaneck im Bergen County in New Jersey. Er studierte am Sarah Lawrence College (SLC) in Yonkers (New York) und bekam nach seinem erfolgreichen Abschluss eine Anstellung in der Redaktion der sozialkritischen Zeitschrift Dissent. 1995 avancierte er dort zum geschäftsführenden Redakteur. Parallel dazu unterrichtet Morton am SLC, an der New York University und am Bennington College.

## Werke (Auswahl)
- The dylanist. Harper Collins, New York 1991, ISBN 0-06-016662-2.
- Begegnung am Abend. Roman („Starting out in the evening“, 1998). Goldmann, München 1999, ISBN 3-442-44387-3.
- A window across the river. Harcourt, Orlando, Fl. 2003, ISBN 0-15-100757-8.
- Breakable you. Harcourt, Orlando, Fl. 2006, ISBN 0-15-101192-3 (Autobiografie).
- Das Leben der Florence Gordon. Roman („Florence Gordon“, 2014). Insel, Berlin 2016, ISBN 3-458-17649-7.
- Tasha: A Son’s Memoir. Simon & Schuster, New York 2022, ISBN 978-1-9821-7893-2.

## Verfilmungen
- Andrew Wagner (Regie); Starting out in the evening. 2007 (nach Mortons gleichnamigen Roman).
- Andrew Wagner (Regie); Breakable you. 2017 (nach Mortons gleichnamigen Roman).

| Personendaten    | Personendaten                                              |
| ---------------- | ---------------------------------------------------------- |
| NAME             | Morton, Brian                                              |
| KURZBESCHREIBUNG | US-amerikanischer Schriftsteller, Journalist und Redakteur |
| GEBURTSDATUM     | 1955                                                       |
| GEBURTSORT       | New York                                                   |